# Mieczysław Szymanowicz
Mieczysław Szymanowicz (ur. 28 listopada 1893 w Kończyskach, zm. 1 sierpnia 1920 we Lwowie) – żołnierz armii austriackiej, oficer Błękitnej Armii i Wojska Polskiego w II Rzeczypospolitej, kawaler Orderu Virtuti Militari.

## Życiorys
Urodził się w rodzinie Jana i Anastazji z Dutkiewiczów. Absolwent gimnazjum i kursów rolniczych w Tarnowie. W 1914 wcielony do austriackiego 57 pułku piechoty. Na stopień podporucznika został mianowany ze starszeństwem z 1 lutego 1917 w korpusie oficerów rezerwy piechoty. W czasie walk na frontach I wojny światowej trafił do włoskiej niewoli.
Jesienią 1918 wstąpił ochotniczo do Armii Polskiej we Francji. W stopniu podporucznika, na czele 2 kompanii 144 pułku piechoty Strzelców Kresowych, powróci do Polski i walczył na frontach wojny polsko-bolszewickiej. 
10 czerwca 1920, dowodząc kompanią, wyparł nieprzyjaciela z zajmowanych porcji.
Za bohaterstwo w walce odznaczony został Krzyżem Srebrnym Orderu Virtuti Militari.
Zmarł na skutek ran odniesionych w bitwie pod Brodami.

## Ordery i odznaczenia
- Krzyż Srebrny Orderu Virtuti Militari nr 3817[4]